# ラジアルタイヤ

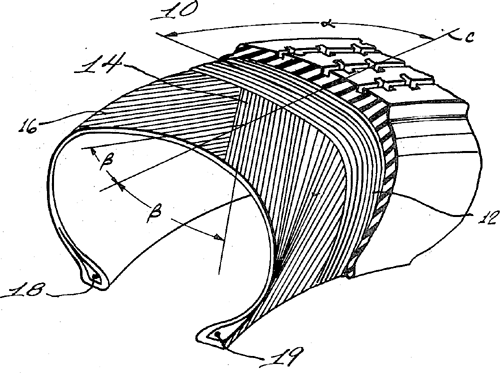
タイヤの断面図。No.12がラジアルタイヤ、No.14とNo.16がバイアスタイヤのカーカスコード配置を示している。

ラジアルタイヤ（英: radial tire）とは、自動車のタイヤの設計の一つである。より適切な表現としてはラジアルプライタイヤ (radial-ply tire) が用いられる。
本項ではカーカスコードを内部構造に有するタイヤ全般の説明を行っているため、ラジアルタイヤの前身として存在するバイアスタイヤや、ラジアルタイヤ登場後にバイアスタイヤから派生したバイアスベルテッドタイヤについても、本項にて併せて記述を行う。

## 歴史
今日のラジアルタイヤに見られるカーカス構造を用いたゴムタイヤは、1915年にアメリカ合衆国・サンディエゴのタイヤメーカー経営者であり、発明家でもあるアーサー・ウィリアム・サヴェージ（Arthur William Savage）によって発明された。サヴェージの原特許は今日でいうところのバイアスタイヤの構造にあたるものであり、1949年に期限切れとなった。
1946年にはミシュランがさらに構造の開発を進め、1948年に今日のラジアルタイヤに相当する構造を世界で初めて発表、広く商業化が行われる契機となった。さまざまな利点のため、現在ではラジアルタイヤは全ての自動車のタイヤの標準的な構造となっている。
北米においてはラジアルタイヤ普及の初期にはさまざまな問題に直面した。ラジアルタイヤは、バイアスタイヤとは異なった弾力特性とステアリング特性を持つ。両者は異なった乗り味を持つため、北米のドライバーはそのフィーリングにはじめはなかなか慣れなかった。そのため、北米の自動車メーカーはラジアルタイヤの登場に伴ってサスペンションシステムを大きく変更しなければならなかった。
代表的な例としてフォード・モーターの技術者であるジャック・バイエル（Jack Bajer）は、1960年にフォード・ファルコン で徹底した実験を行い1964年に社の上層部にその報告書を提出した。その報告書にはラジアルタイヤはバイアスタイヤに比べて敏感に反応するため穏やかなステアリング操作が要求されること、つまり操舵に対する反応の鈍いバイアスタイヤ用に機敏なセッティングにされたサスペンションのままラジアルタイヤに換装して急激なステアリング操作を行うことは危険であることが述べられていた。またドライブシャフトへのアイソレータの追加とサスペンションへのゴム製ブッシュの追加がアスファルトやコンクリート舗装路面の継ぎ目を通過する際の騒音防止に必要な事などが挙げられていた。
バイエルはこうした改良を新規製造車両に行ってでもラジアルタイヤのクイックなステアリング特性などの利点を適切に調整された車両で活用すべきであることを主張し、実際にフォード・ファルコンの中途の年式からは彼の実験の成果が反映されることとなった。こうした研究の結果その後の自動車はバイアスタイヤの欠点の埋め合わせを車体側で考慮する必要がなくなったため、車体をより軽量に作ることが可能となった。
ラジアルタイヤは自転車においては、1980年代に宮田工業（現：株式会社ミヤタサイクル）のツーリングサイクル モデル1000とモデル610で2度に渡り採用された。近年では2009年にマキシスタイヤがMaxxis Radialeシリーズを発売している他、1985年にはナショナルタイヤ（パナレーサーブランド、現：パナレーサー）製ラジアルタイヤがJamis Gentry製自転車に純正採用されている。

## 構造
タイヤはゴムのみで作られている訳ではない。それだけでは素材としてあまりにもフレキシブル過ぎて強度、特に引張強度が弱いからである。そのためゴムの中には補強として機能するプライ (plies) と呼ばれるコードが内蔵されている。少なくとも1960年代以降の全ての一般的なタイヤは、ゴムの層とポリエステル、鉄鋼、または他の繊維材料で作られたコードの層を複数重ね合わせた構造で作られている。タイヤの強度を高め、その形状を保持する効果を与えるこのコードを主体とする構造をカーカス (carcass) と呼ぶ。
カーカス層を複数持つものは、通常タイヤの表記にプライレーティング (PR) という項目で表記される。現在はカーカス4層の4PRが主流であるが、貨物車向けのタイヤの場合6層 (6PR)、8層 (8PR)、14層 (14PR)、16層 (16PR)なども用意される。カーカスの層数が多くなればなるほど耐荷重性能やタイヤ剛性も上がる反面、より少ない層数のものよりもタイヤ重量は重くなる。

### バイアスタイヤ
過去には、タイヤの進行方向に対しておよそ+60度と-60度の角度で交差するコード（プライ）によって構成された繊維層を、平らな鋼製ドラムの上に積み上げられるようにして作られたものが、バイアスタイヤ (bias ply tire) と呼ばれていた。コードはビードと呼ばれる末端部の鋼製ワイヤーの部分で折り返され、ビードとトレッド、サイドウォールが結合された状態で形成される。カーカス形成のみでまだ表面が形成されていないタイヤ（グリーンタイヤ）は、金型で圧縮と同時に加硫され、製品の形状に成形されてトレッドパターンを刻まれる。この成形過程において、コードはタイヤの左右のビード間にビードワイヤーを中心材としてSの字を描くように張り巡らされる。トレッド上では回転方向に対して60度で張られたコードの角度は、トレッドの下の末端にあたるショルダー部分で90度に折り曲げられることでサイドウォール部分に移行し、この面でのコードの角度はビードの円周面に対しておおむね36度前後となる。この角度変化をクラウンアングルと呼び、前述のような場合にはクラウンアングル24度となる。後年にはコードの角度はサイドウォール上で45度、ビード上で60度となるように設定された。浅いクラウン角度はトレッドを支持する剛性を、深いクラウン角度は乗り心地の良さをタイヤに与えることになった。
このような構造は、後述するラジアルタイヤのようなトレッド面へのベルト構造を必ずしも必要としないため、製造工程が単純で製品の価格も安価となる。また、タイヤ全体が容易に屈曲するために乗り心地もよく、前後リーフリジッドなどでサスペンション性能が貧弱な初期の乗用車の乗り心地向上に貢献した。トレッド面、サイドウォール共にカーカスコードが斜めに配置されるために面積当たりのコードの量も多くなり、外部の衝撃に対する強度が高い頑丈なタイヤを作ることができる。ただし、容易に屈曲するということはより高い速度での転がり抵抗の増加も意味し、高速域でのコントロール性やトラクション性能が低くなり、発熱も多くなるという欠点が存在した。また、コードの量が多いということはそれだけタイヤが重くなるということも意味していたため、乗用車のエンジン性能および最高速度域の向上、ラジアルタイヤの製造技術や耐荷重性能の向上に伴い、次第に自動車用タイヤには用いられなくなっていった。車両総重量が11 tを超える重貨物車両や航空機などでは依然バイアスタイヤが用いられている例もあるが、8 t以下級の中量貨物車両まではほとんどがラジアルタイヤへと移行している。なお、スペアタイヤに用いられるテンパータイヤも構造上はバイアスタイヤであるが、このタイヤのみダイアゴナルタイヤ (diagonal tire) の呼称と表記が用いられる。
オートバイでは1980年代後半以前に設計されたものにおいて、バイアスタイヤが広くみられた。現在市場に多く流通しているサイズ以外の特殊なサイズを用いるものについては、今日でもバイアスタイヤのみしか選択肢がない場合もしばしば見受けられる。ただし、サスペンションのセッティングによっては軽量なラジアルタイヤへの変更により、ばね下重量が軽くなりすぎてかえって乗り心地が悪化する（極端に軽量なアルミホイールの弊害と同じである）場合もあるため、バイアスからラジアルへの変更が可能な場合であっても注意が必要である。

### ラジアルタイヤ
上記のような構造のバイアスタイヤと比較すると、ラジアルタイヤは進行方向に対して90度の角度でカーカスのコードが配置されていることが特徴である。このような構造はタイヤの屈曲に際してコードが互いに擦れ合うことを避けられるため、転がり抵抗が小さい利点がある。これによってラジアルタイヤの車両はバイアスタイヤの車両に比べてより良い燃費を達成することができる。外観上の違いとしては、バイアスタイヤに比べてサイドウォール部の膨らみが小さいことがあげられる。
ラジアルタイヤの名称の由来は、コードがトレッドの中心線に対して90度の角度で平行に並べられていく関係上、タイヤの円周中心から見た場合、コードが放射状（ラジアル）に配置されるように見えるためである。前述のとおり構造上コード同士の抵抗が小さいがゆえに、コードのみでは高回転域・高荷重でタイヤ形状を保つことが難しいため、カーカスとトレッドの間に鋼線もしくはナイロン、あるいはポリエステルやアラミド (en:Aramid)、ポリアミドやケブラーなどの化学繊維で編まれたベルト（ブレーカーコード）が配置されることが一般的である。このベルトは樽でいうところの箍の役割を果たし、カーカスコードの強度を補う役割も担っている。
このように、ラジアルタイヤはベルトを中心にカーカス層とトレッドが分かれた二層構造となっており、ラジアル配置されたコードはサイドウォールでスプリングのような役割を果たし、柔軟性と乗り心地を確保。高速度域での性能を考慮して、堅いスチールベルトがトレッド面を強化して変形を防ぐようになっている。タイヤメーカーはそのタイヤの使用される速度域と性能に合わせて最も良い性能のために、個別に各層の構造の最適化を行っている。これにより小さな転がり抵抗と同時に変形しがたい強固なトレッド面を有することにもなり、走行安定性やトラクションの向上、タイヤそのものの軽量化やトレッド面の長寿命化などの多くの利点を有することになった。
しかしながら、このベルト構造の緊縛作用が及ばないサイドウォールについては、今日でもバイアスタイヤに強度が劣る面があり、面積当たりのコードの量も少ないことから、ピンチカットなどのサイドウォールに直接被害が及ぶ損傷には非常に弱い欠点がある。特に、低い空気圧でサイドウォールがたわんでいる場合にはその傾向がさらに顕著なものとなるため、オフロード走行においてビードロックを併用したうえで意図的に空気圧を下げて、サイドウォールの面まで使用してトレッドの接地面積を上げるような用途の場合には大きな欠点となりうる。また、トレッド面が変形しがたいということは、上記のような低速・低空気圧下の特殊条件における、トレッド面の変形を利用した自己洗浄作用やグリップ回復性能も低いということにもなる。このような欠点が、特殊条件下の用途に用いられるノビータイヤでは、現在でもバイアスタイヤが積極的に利用される理由にもなっている。また、歴史の項のフォード・ファルコンの事例でも明らかなように、いわゆる旧車の中には、乗用車であってもサスペンションがプリミティブに過ぎて、ラジアルタイヤを使用するとかえって乗り心地が悪くなりすぎたり、ステアリング特性が鋭敏になりすぎる可能性もあるため、こうした場合にも限定的にバイアスタイヤが選択される場合もある。
また、カーカスとトレッドの間にベルトを挟む構造上、カーカス、トレッド、ベルトを別工程で制作して最後に金型で圧縮接合する必要があり、カーカスコードが巻かれたドラムにゴムを流し込んで圧縮すればよいバイアスタイヤに比較して、複雑な工程と多数の工作機械、接合後もタイヤバランスや真円度を保つための高度な技術力が要求され、製品の価格も高価となる欠点がある。なお、ラジアルタイヤの中の鋼線はタイヤが回転する際に磁界を発生する。それは車が動いているとき、タイヤハウスの周辺でEMFメーターによって10から数百ヘルツの数値で計測される。

### その他の形式

#### バイアスベルテッドタイヤ
バイアスベルテッドタイヤ (Bias belted tire)、またはベルテッドバイアスタイヤ (Belted bias tire) とは、バイアスタイヤのカーカスコードとトレッドの間に、ラジアルタイヤと同様のブレーカーコード（ベルト）を配置したものである。このような構造は、バイアスタイヤの利点である乗り心地の良さを生かしつつも、バイアスタイヤの欠点であるトレッドの強度を増加させるために、高速域での性能が向上し、転がり抵抗の低減を図ることができる。
カーカスコードの角度とブレーカーコードの角度の組み合わせによって、バイアスタイヤと比較した性能は様々に変化する。ブレーカーコードは一般的には鋼線が用いられることが多く、タイヤのサイドウォールにはBIAS-BELTEDと表記されることが多い。
今日ではアメリカ車に代表されるハイパフォーマンスな旧車や、オートバイ、特に高速性能と同時に乗り心地をも重視したクルーザー（アメリカン）タイプに用いられることが多く、ラジアルタイヤとバイアスタイヤの中間の性能を持つことから、セミラジアルタイヤと呼ばれる場合もある。

### 各形式の表記
ラジアルタイヤおよびその他の形式のタイヤは、タイヤのサイズ規格上に表記法が明記されており、サイズ表記から容易にタイヤ構造の判別をも行うことができる。メトリック表記（例 : 225/50R16）でも、インチ表記（例 : 5.00-10）でも使用される文字は同じであり、前者の場合にはタイヤ幅/偏平率とタイヤサイズの間、後者の場合にはタイヤ幅とタイヤサイズの間に、タイヤ構造を示すアルファベットか記号が表記される。
国土交通省の技術基準においては、自動車用、オートバイ用ともにラジアルタイヤの場合にはR、バイアスタイヤの場合にはDもしくは-（ハイフン）、バイアスベルテッドタイヤの場合にはBが使用されることとされており、このタイヤサイズ表記とは別に、サイドウォール上にもタイヤ構造が英文で直接明記されている場合も多い。

## モータースポーツ
ラジアルタイヤは1960年代より急速に市販車用タイヤとして普及したが、モータースポーツの世界ではその後もバイアスタイヤが使われ続けた。これはバイアスタイヤと比べてラジアルタイヤは基本的なグリップ性能や耐久性こそ高いものの、コーナリング時に限界速度域を超えた場合のグリップ変化が急なことや、耐久性が高い分タイヤが熱を持ちづらく（モータースポーツ用タイヤは通常発熱によりトレッド面のゴムを溶かすことでグリップする）グリップが安定するまで時間がかかること、また1レースで何セットものタイヤを使い捨てにするモータースポーツの世界では、市販車と比べ耐久性や燃費性能がさほど重視されないことなどが背景にあった。
このような風潮に対し、1977年にミシュランが初めてラジアルタイヤをF1に持ち込む。ちょうどこの頃からF1はターボエンジンの時代に突入しつつあり、それ以前の主流だったフォード・コスワース・DFVエンジン（約500馬力）と比べてはるかに高い出力（1980年代後半には予選専用エンジンで約1500馬力にも達した）を発揮するターボエンジンのパワーを路面に伝えるために、それまで以上にタイヤの高速耐久性が求められるようになったことから、ラジアルタイヤは急速に普及した。オートバイのロードレース世界選手権 (WGP) でも1984年にミシュランがラジアルタイヤを投入。1985年にランディ・マモラが前後ラジアルタイヤを装着したマシンによるWGP初勝利を記録し、以後ラジアルタイヤが徐々に普及した。
日本でも1980年にブリヂストンが全日本F2選手権で中嶋悟の車にラジアルタイヤを投入。これにダンロップ（住友ゴム工業）やヨコハマタイヤ（横浜ゴム）も追随し激しいタイヤ戦争が起こるなど、複数のタイヤメーカーがしのぎを削るカテゴリーが相次いでラジアルタイヤ化されていった。
ワンメイクタイヤのカテゴリーではその後もしばらくバイアスタイヤが使われ、例えば国際F3000選手権は1991年までエイヴォン製のバイアスタイヤが使われたが、レース用ラジアルタイヤの技術が確立しコスト・性能の両面でラジアルタイヤの優位が揺るぎないものになると、それらのカテゴリーも次々とラジアルタイヤに切り替わっていった。2011年現在、レーシングカート・オートレースなどの一部を除いてモータースポーツの世界からバイアスタイヤはほぼ姿を消している。